# Marino Amadori
Marino Amadori (Predappio, 9 april 1957) is een Italiaans oud-wielrenner. Hij was profrenner van 1978 tot en met 1990. Hij reed zijn volledige carrière voor Italiaanse wielerteams. Hij behaalde in totaal zeven overwinningen, waaronder toch enkele mooie wedstrijden. In 1981 werd hij 3e in het eindklassement van Tirreno-Adriatico.

## Belangrijkste overwinningen
1981
- 1e etappe Tirreno - Adriatico
- Ronde van Piëmont

1983
- Trofeo Matteotti
- Coppa Placci

1985
- Coppa Sabatini

1986
- Coppa Agostoni

1987
- GP Industria & Artigianato-Larciano

## Resultaten in voornaamste wedstrijden
| Jaar | Ronde van Italië | Ronde van Frankrijk | Ronde van Spanje |
| ---- | ---------------- | ------------------- | ---------------- |
| 1978 | 38e              |                     |                  |
| 1979 | 11e              |                     |                  |
| 1980 | 25e              |                     |                  |
| 1981 | opgave           |                     |                  |
| 1982 | 74e              |                     |                  |
| 1983 | 68e              |                     |                  |
| 1984 | 41e              |                     | opgave           |
| 1985 | 16e              |                     |                  |
| 1986 | 53e              |                     |                  |
| 1987 | 40e              |                     |                  |
| 1988 | 26e              |                     |                  |
| 1989 | 55e              |                     |                  |
| 1990 | 28e              |                     |                  |

| Jaar | Milaan-San Remo | Amstel Gold Race | Luik-Bast.‑Luik | Ronde van Lombardije | Waalse Pijl | Parijs-Tours |  | WK op de weg |
| ---- | --------------- | ---------------- | --------------- | -------------------- | ----------- | ------------ |  | ------------ |
| 1978 |                 |                  |                 |                      |             |              |  |              |
| 1979 | 69e             |                  |                 | 12e                  |             |              |  | 20e          |
| 1980 | 81e             |                  |                 |                      | 16e         |              |  |              |
| 1981 |                 | 37e              |                 |                      |             |              |  |              |
| 1982 | 73e             |                  |                 |                      |             |              |  |              |
| 1983 | 88e             |                  |                 |                      |             |              |  |              |
| 1984 |                 |                  |                 |                      |             |              |  |              |
| 1985 |                 |                  |                 | 28e                  |             |              |  |              |
| 1986 | 66e             |                  |                 |                      |             |              |  |              |
| 1987 | 109e            |                  |                 |                      |             |              |  |              |
| 1988 | 85e             |                  |                 |                      |             |              |  |              |
| 1989 | 65e             |                  |                 |                      |             | 89e          |  |              |
| 1990 | 100e            | 41e              | 88e             |                      | 50e         | 101e         |  |              |